# Савинск
Савинск — деревня в Козельском районе Калужской области. Входит в состав сельского поселения «Деревня Лавровск».
Расположена примерно в 3 км к западу от города Козельск.

## Население
На 2010 год население составляло 11 человек.